# Viggo Carlsen

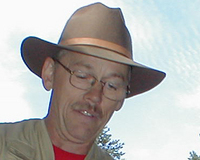
Viggo Carlsen

Viggo Carlsen, född 6 mars 1949 i Næstved i Danmark, är dansk-svensk målare och illustratör. 
Sedan 1992 är han bosatt i Ödeshög. Han har bland annat medverkat i tidskrifterna Jakt & fiske, Jaktmarker & Fiskevatten, Året Runt och Esselte-Grako.
Hans första kontakt med riktigt målande, var 1964 när han var tillsammans med sin farfar Alfred Carlsen som målade tavlor och porslin. Under sina år som målare sökte han efter olika former, vilket gjort att han använt olika materiel, blånor (lin) singel och grus med mera.
Viggo har alltid varit fascinerad av naturen. Det är därför inte konstigt att han under sina första år som konstnär tog tillfället i akt att skapa naturrealistiska målningar.
Att placera Viggos verk i någon av de kända ismerna kan vara svårt eftersom hans målningar täcker många av dem. Efter 45 års sökande verkar Viggo ha hittat det han letat efter - glada färger där han arbetar multidimensionellt. Hans verk överför ofta glädje och harmoni.
Internationellt har Viggos konst skapat en efterfrågan, med separata utställningar i USA, Kanada och Europa och förfrågningar om fler utställningar visar att hans konst gillas av gallerier över hela världen.
Signatur: "VAC" Står för Viggo Alfred Carlsen ,fisken är mars månad.